# Synot Tip Open
Il Synot Tip Open è un torneo professionistico di tennis giocato su campi in terra rossa. Fa parte dell'ITF Women's Circuit. Si gioca annualmente a Praga in Repubblica Ceca.

## Albo d'oro

### Singolare
| Anno | Campionessa    | Finalista       | Punteggio     |
| ---- | -------------- | --------------- | ------------- |
| 2011 | Jana Čepelová  | Bibiane Schoofs | 7–6(8–6), 6–4 |
| 2012 | Katarzyna Kawa | Renata Voráčová | 6–4, 6–1      |

### Doppio
| Anno | Campionesse                       | Finaliste                             | Punteggio              |
| ---- | --------------------------------- | ------------------------------------- | ---------------------- |
| 2011 | Iveta Gerlová Lucie Kriegsmannová | Jana Čepelová Katarzyna Piter         | 6–7(8–10), 6–1, [10–8] |
| 2012 | Jesika Malecková Tereza Smitková  | Anastasija Pivovarova Arina Rodionova | 6–1, 6–4               |